# Osvaldo Escudero
Osvaldo Escudero, född 15 oktober 1960 i Paso de los Libres, är en argentinsk före detta fotbollsspelare.
I augusti 1979 blev han uttagen i Argentinas trupp till U20-världsmästerskapet 1979.